# Pour le meilleur et pour le pire (film, 1919)

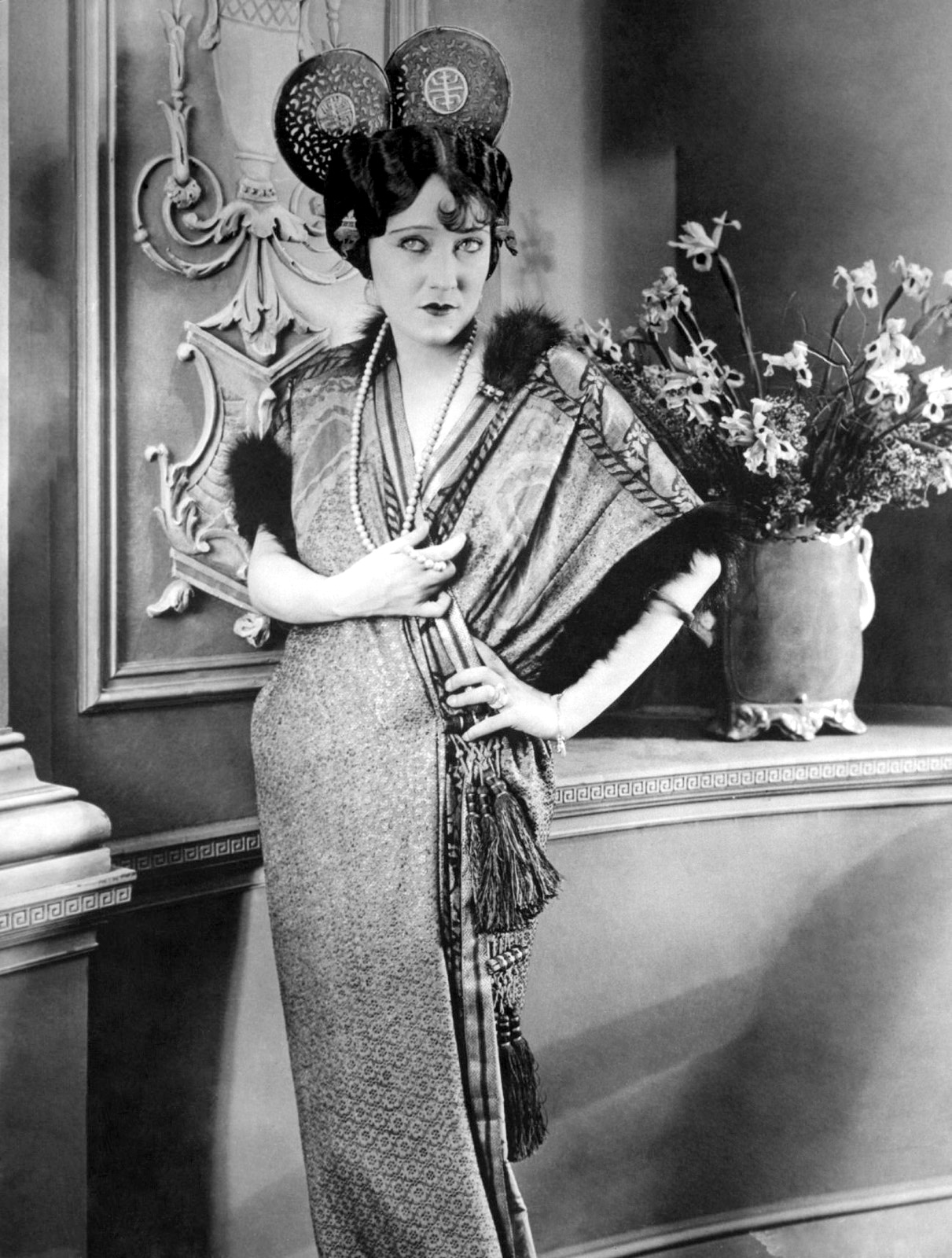
Gloria Swanson

Pour les articles homonymes, voir Pour le meilleur et pour le pire.
Pour plus de détails, voir Fiche technique et Distribution.
Pour le meilleur et pour le pire (For Better, for Worse) est une comédie réalisée par Cecil B. DeMille sorti en 1919.

## Synopsis
Deux amis, Meade et Burton sont tous les deux amoureux de Sylvia Norcross. Ils s’enrôlent dans l’armée mais l'un reste à l'arrière pour s’occuper d’enfants déformés. Sylvia le considère alors comme un lâche et épouse Burton. Après que ce dernier est présumé mort, Meade et Sylvia se marient mais Burton revient mutilé et cicatrisé.

## Fiche technique
- Titre : Pour le meilleur et pour le pire
- Titre original : For Better, for Worse
- Réalisation : Cecil B. DeMille
- Assistant réalisateur : Sam Wood
- Scénario : William C. de Mille d'après la pièce de Edgar Selwyn et l'histoire de Jeanie Macpherson
- Producteurs : Cecil B. DeMille et Jesse L. Lasky
- Société de production : Famous Players-Lasky Corporation
- Distribution : Famous Players-Lasky Corporation
- Photographie : Alvin Wyckoff
- Montage : Anne Bauchens
- Direction artistique : Wilfred Buckland
- Pays d'origine : États-Unis
- Format : Noir et blanc - film muet
- Genre : Drame
- Durée : 70 minutes
- Date de sortie : 27 avril 1919 (États-Unis)

## Distribution
- Elliott Dexter : Dr. Edward Meade
- Tom Forman : Richard Burton
- Gloria Swanson : Sylvia Norcross
- Sylvia Ashton : La tante de Sylvia
- Raymond Hatton : Bud
- Theodore Roberts : Responsable hospitalier
- Wanda Hawley : Betty Hoyt
- Winter Hall : Docteur
- Jack Holt : Croisé
- Fred Huntley : Soldat Colonial